# Aéroport d'Orly (stanice metra v Paříži)
Aéroport d'Orly je konečná stanice linky 14 pařížského metra, která se nachází v areálu letiště Orly na území obce Paray-Vieille-Poste. V roce 2027 se má stát též konečnou stanicí linky 18. Vznikla jako součást projektu Grand Paris Express, pod projektovým řízením Société du Grand Paris, výstavbou byla pověřena společnost Aéroports de Paris. Při svém otevření v červnu 2024 se stala nejjižnější stanicí pařížského metra a první stanicí v departementu Essonne.

## Projekt
Stanice má umožnit zlepšení dopravní obslužnosti letiště, doposud zajišťované převážně silniční dopravou (Orlybus), linkou Orlyval a tramvajovou linkou T7.
V roce 2024 je letiště vzdáleno 16 minut jízdy od stanice metra Olympiades oproti 43 minutám v roce 2015. Stanice by se také měla být v roce 2027 stanicí linky 18, která by měla umožnit spojení s vědeckotechnickým centrem Paris-Saclay a do roku 2030 s nádražím Versailles-Chantiers.
Ve stanici je umístěn basreliéf portugalského umělce jménem Vhils. Freska představuje Velkou Paříž a její památky formou azulejos.
Stanice má také na nástupištích kresby, jichž autorem je francouzský kreslíř Edmond Baudoin.
Île-de-France Mobilités určila dočasným provozovatelem stanice RATP Dev, dceřinou společnost RATP do roku 2027 a otevření linky 18.

## Výstavba
Práce začaly v březnu 2017 demolicí silničního mostu naproti výpadovce a rozšířením parkoviště. Výstavba stanice začala v září 2018 a byla dokončena v roce 2024.